# فيكتور جونسون (دراج)
فيكتور جونسون (بالإنجليزية: Victor Johnson)‏ مواليد 10 مايو 1883 في وركشير - الوفاة 23 يونيو 1951، كان دراج إنجليزي في صنف سباق الدراجات على المضمار. سبق أن شارك في دورة الألعاب الأولمبية الصيفية وفاز بميدالية أولمبية.

## الميداليات
| الميدالية | المسابقة                       |
| --------- | ------------------------------ |
| ذهبية     | الألعاب الأولمبية الصيفية 1908 |

## روابط خارجية
- فيكتور جونسون على موقع أرشيف الدراجات (الإنجليزية)
- فيكتور جونسون على موقع اللجنة الأولمبية الدولية (الإنجليزية)
- فيكتور جونسون على موقع أوليمبيديا (الإنجليزية)
- فيكتور جونسون على موقع اللجنة الأولمبية البريطانية (الإنجليزية)
- profile